# Ozyptila scabricula
Ozyptila scabricula là một loài nhện trong họ Thomisidae.
Loài này thuộc chi Ozyptila. Ozyptila scabricula được Johan Peter Westring miêu tả năm 1851.